# Callistemon citrinus

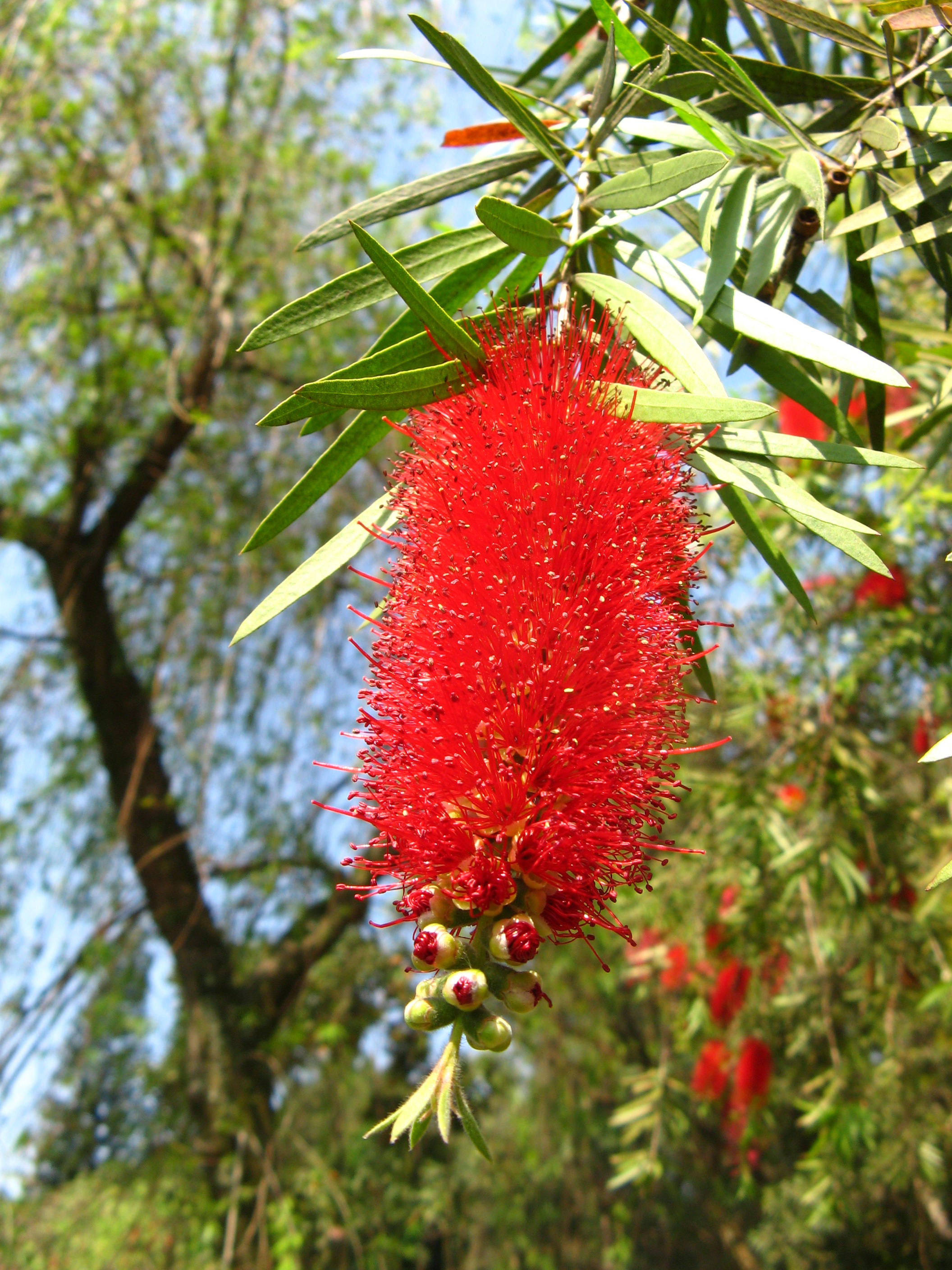
Detall de la inflorescència

Callistemon citrinus (citrinus per la seva aroma de llimona), també conegut pel nom comú de cal·listèmon, és un arbust de la família Myrtaceae, originari dels estats de Queensland, Nova Gal·les del Sud i Victòria a Austràlia, on es troba a la rodalia de quebrades rocoses i als pantans pròxims a la costa. A Victòria podem trobar aquesta espècie a l'est de l'Estat, associada a tres espècies, incloent-hi Eucalyptus globoidea i E. consideniana.
Es fa servir en jardineria per les seves vistoses inflorescències.

## Descripció
És una espècie perenne que arriba a mesurar entre 1 i 3 m d'alçada, amb fulles de 3 a 7 cm de llarg i de 5 a 8 d'ample. Les espigues de flors arriben fins als 6-10 cm de longitud per 4-7 cm de diàmetre. La nervació de les fulles és clarament visible a ambdues cares. Els estams són de color vermell, vermell porpra o lila amb les anteres de color fosc.

## Ecologia
S'ha observat que els ocells utilitzen aquesta espècie com una font d'aliment. Entre els que busquen el nèctar de les flors s'inclouen el Bec d'espina oriental, el Menjamel de Nova Holanda, el Menjamel capnegre, Anthochaera carunculata i Zosterops lateralis, mentre que la Cotorra de Pennant s'alimenta de les flors.

## Taxonomia
Callistemon citrinus va ser descrita per (Curtis) Skeels i publicat a U.S. Department of Agriculture Bureau of Plant Industry Bulletin 282: 49. 1913.

### Etimologia
- Callistemon: nom genèric que prové del grec, i significa d'"estams bells", fent al·lusió a l'espectacularitat de les seves inflorescències.

- citrinus: epítet llatí que significa "cítric".[8]

### Sinonímia
- Callistemon citrinus var. splendens
- Callistemon laevis Stapf
- Melaleuca citrina (Curtis) Dum.Cours.
- Metrosideros citrina Curtis
- Callistemon lanceolatus (Sw.) DC.[9]

## Galeria

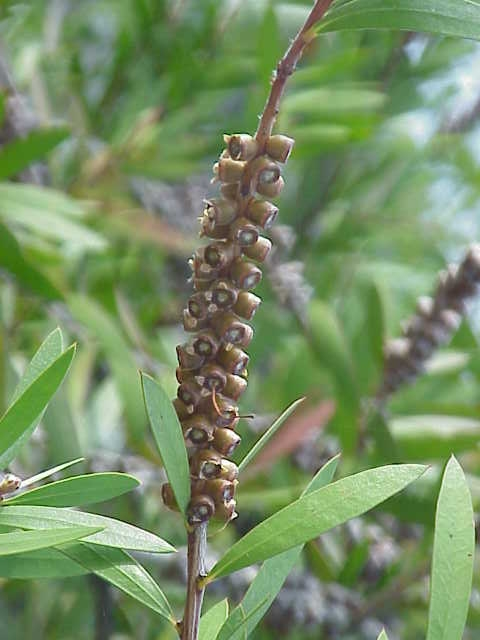
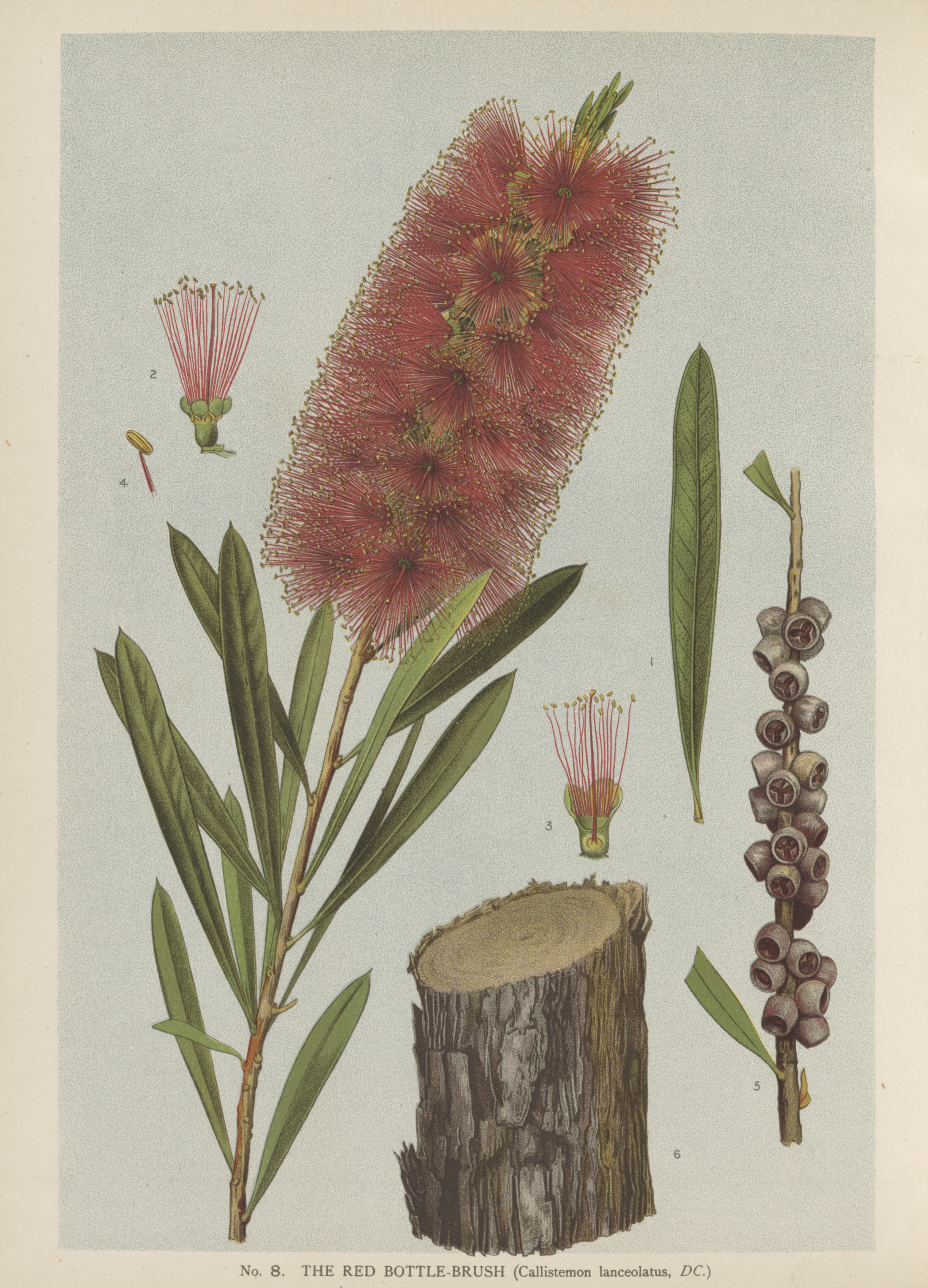
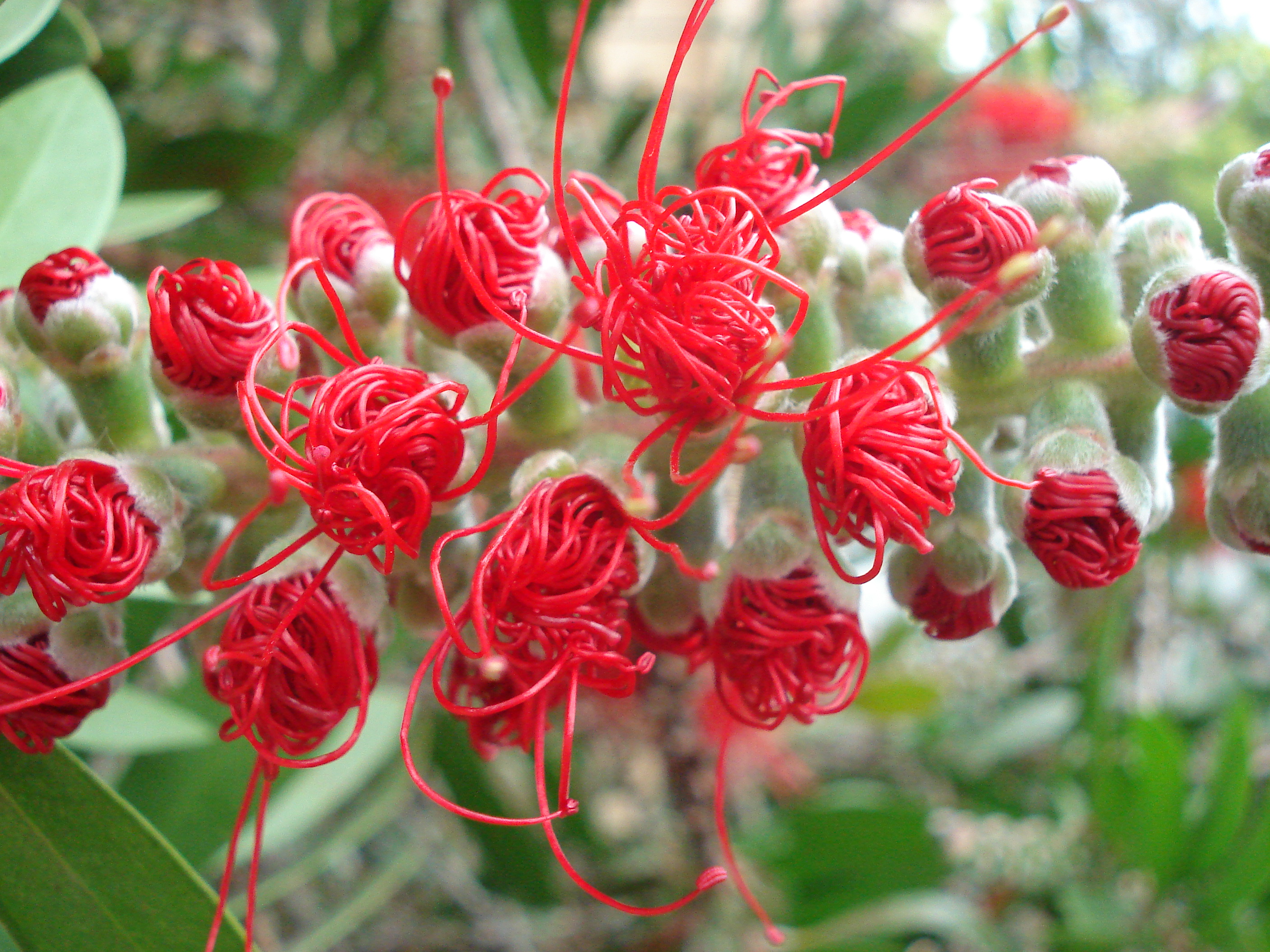
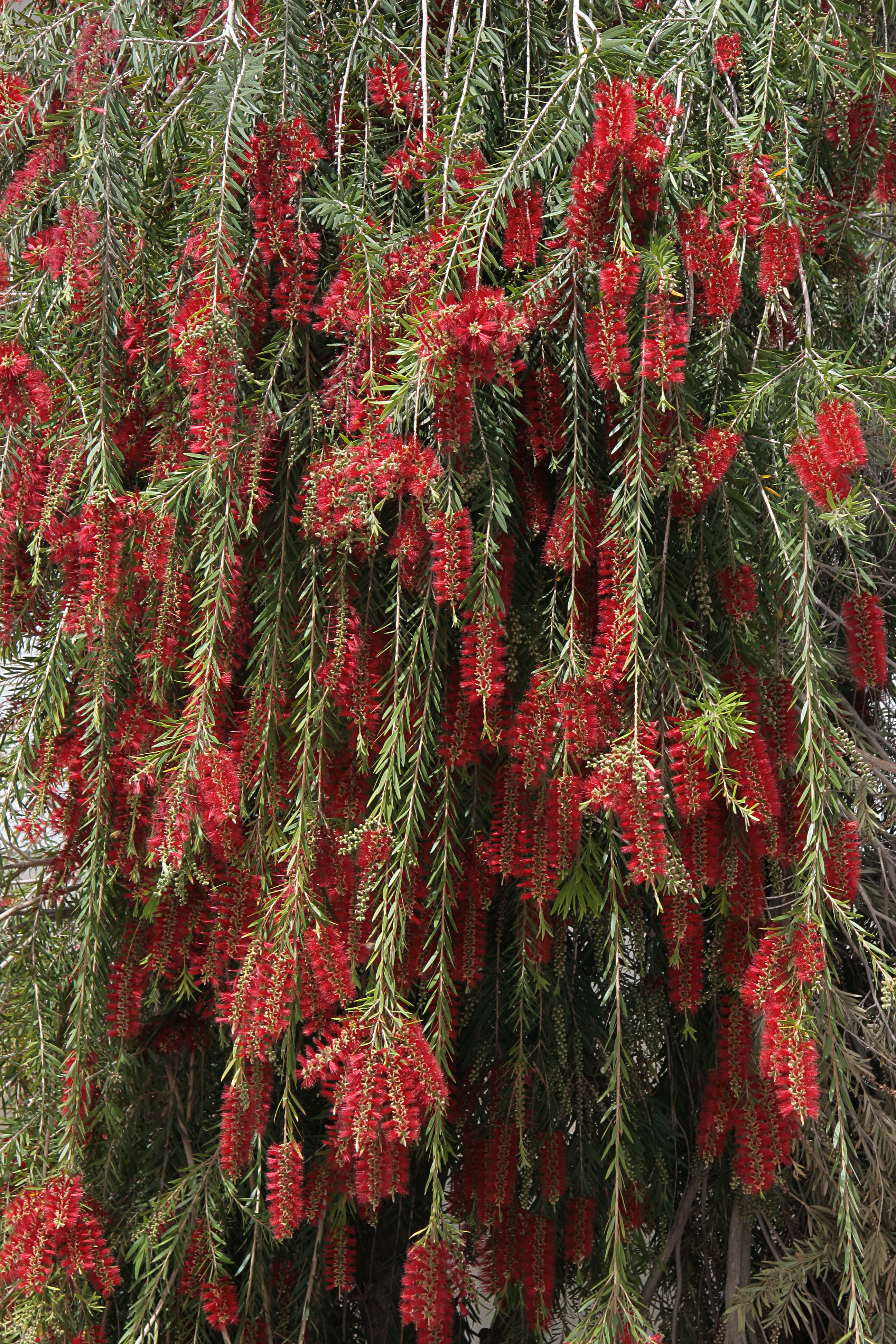